# Torsten Josephsson
Josef Torsten Esaias Josephsson, född 27 april 1933 i Karlshamns församling i Blekinge län, död 21 maj 2007 i Stora Lundby församling i Västra Götalands län, var en svensk präst. Han är far till programledaren Katarina Josephsson.
Josephsson växte upp i Ringamåla norr om Karlshamn. Hans far Joseph Persson (1900–1970), var folkskollärare, kantor och författare till Oscar Ahnfelt – Sveriges andlige trubadur. Modern Elisabeth, ogift Granberg (1898–1977) var småskollärare.
Torsten Josephsson inledde akademiska studier i Lund 1954, blev teologie kandidat 1958 och prästvigdes 1959 i Allhelgonakyrkan, Lund av Nils Bolander. Han fick missiv till Jämshögs församling i Lunds stift. Josephsson verkade sedan som skolpräst och var engagerad i SESG, nuvarande Credo, där han i 18 år från 1959 var generalsekreterare. Rörelsen som haft en tid av nedgång fick under Josephssons ledning ett uppsving och blev en betydande studentrörelse. Mellan 1959 och 1966 var han skolsekreterare i EFL.
Åren 1981–1989 var Torsten Josephsson pastor i den till Evangeliska Fosterlandsstiftelsen anslutna Betlehemskyrkan i Stockholm, som är en av EFS största församlingar i landet. Han var därefter kyrkoherde i Lysekils församling i Göteborgs stift 1989–1998. Han var engagerad för andlig förnyelse inom Svenska kyrkan genom sitt arbete i Oasrörelsen.
Torsten Josephsson var från 1956 gift med läraren och barnboksförfattaren Marianne Josephsson (född 1934) och de fick fyra barn: Anders (född 1958), Staffan (född 1960), Katarina (född 1963) och Charlotta (född 1967).